# 岩相 (地质)

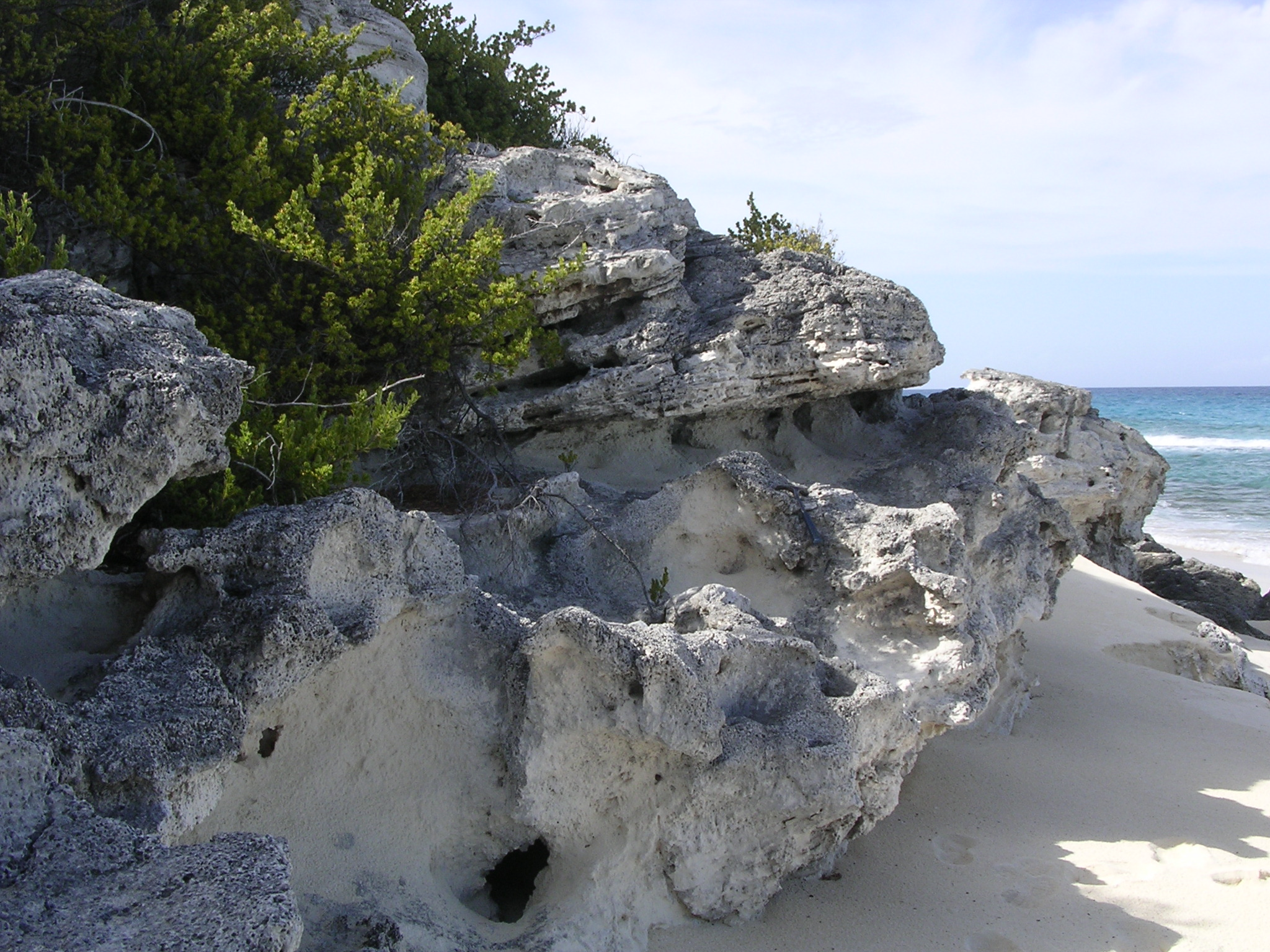
巴哈马长岛上全新世碳酸盐岩相风成岩。

岩相（facies）是地质学中指一种具有特定特征的岩体，可以是岩石的任何可观察属性（如其整体外观、成分或形成条件）以及这些属性在地理区域内可能发生的变化，是与其它相邻岩石区分开的包括化学、物理和生物等特征在内的总体概括。
岩相一词由瑞士地质学家“阿曼兹·格雷斯利”（Amanz Gressly）于1838年提出，作为对现代地层学基础的一项重要贡献 ，它取代了早期的水成论概念。

## 岩相类型

### 沉积相

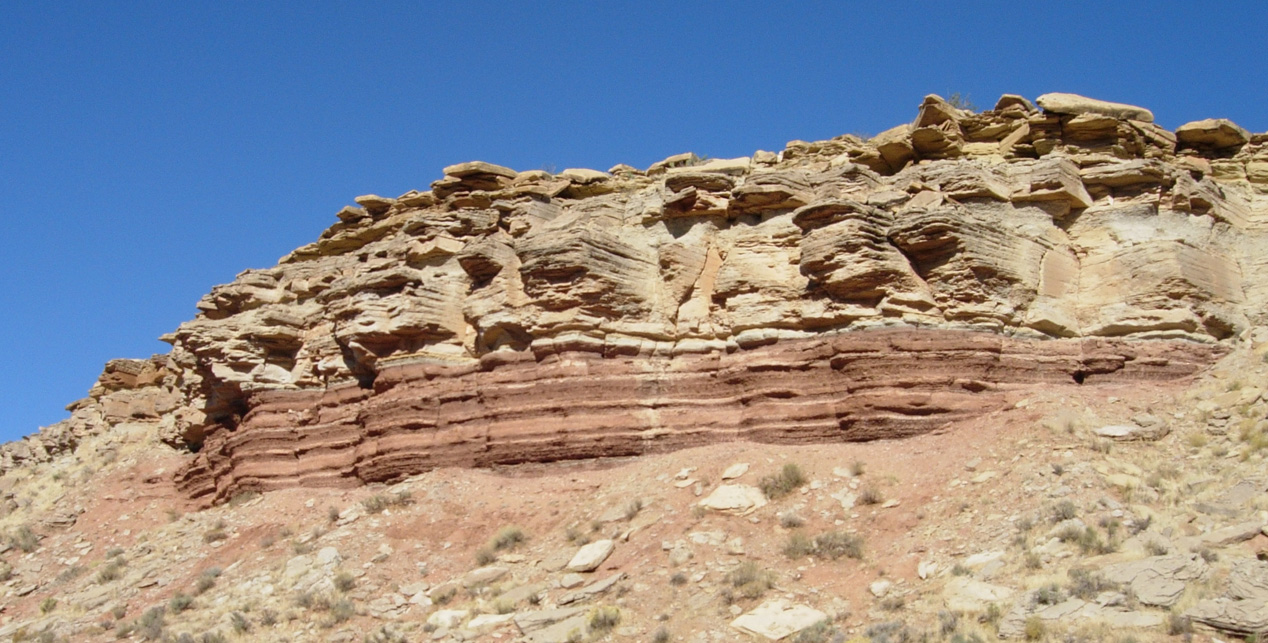
犹他州南部暴露的三叠纪中期滨海相粉砂岩和砂岩岩相。

理想情况下，沉积相是在某种沉积条件下形成的一种独特岩石单元，反映了某特定的过程或环境。沉积相可以是描述性的，也可以是解释性的。沉积相是指与不同沉积环境所产生的相邻沉积物明显不同的沉积体。通常，地质学家通过研究岩石或沉积物各方面属性来辨别岩相。依据岩石学特征（如粒径和矿物）的称为岩相，而鉴于所含化石的则称为“生物相”。
岩相通常可作进一步细分，例如，一块岩石可被指是“棕褐色、交错层理鲕状石灰岩相”或“页岩岩相”。岩石单元的特征来源于沉积环境和原始成分。沉积相反映了它们的沉积环境，每种相都是该区域或环境中一种独特的沉积物。
自1838年成立以来，岩相概念已扩展至相关地质概念，例如，岩石或沉积物中有机微体化石和颗粒有机物的关联特征被称为孢粉相；分散的地震单元则被类似地称为地震相。
沉积相通过一组“相描述词”来描述，相描述词必须清晰、可重复和详尽。一块野外露头的可靠相描述应包括：成分、纹理、沉积结构、层理构造、岩层接触属性、所含化石和颜色等方面。 

#### 瓦尔特相律

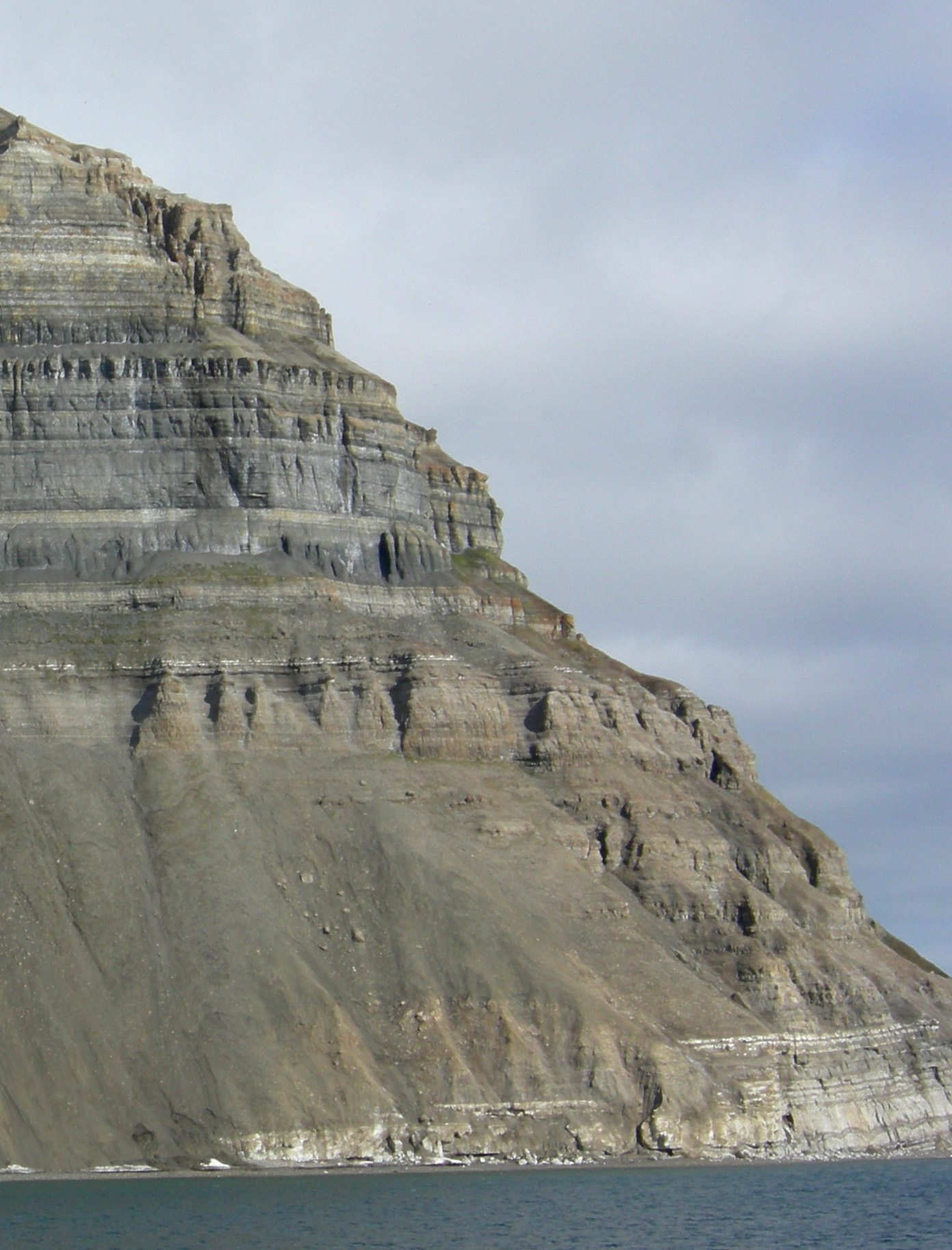
挪威斯瓦尔巴浮冰峡湾(Isfjord)北岸地层柱,垂向序列岩型(代表沉积相) 反映了古环境的横向变化。

以地质学家约翰尼斯·瓦尔特（1860年-1937年）所命名的瓦尔特岩相定律，或简称瓦尔特相律，表明岩相的垂直序列反映了环境的横向变化。反过来，它指出，当沉积环境横向“迁移”时，一个沉积环境的沉积物会位于另一个沉积环境之上。在俄罗斯，该定律被称为“戈洛金斯基-瓦尔特律”，以此纪念“尼古拉·阿·戈洛夫金斯基”（Nikolai A. Golovkinsky，1834年-1897年），他的研究首次阐述了层序地层学的基本原理。该定律的一个典型示例是代表海洋海侵（Transgressions）和海退（Regressions）的垂直地层序列。

### 变质相
在渐进变质过程中形成的矿物序列（即在逐渐升高的温度和/或压力下的变质作用）定义了一个“相系列”。 

### 地震相
地震相是由反射单元组成的可测绘三维地震单元，反射单元的参数不同于相邻的相单元

## 另请查看
- 岩性
- 变质岩
- 层序地层学
- 地层